# Abigail Dent
Abigail Dent, född den 4 mars 2002, är en kanadensisk roddare.

## Karriär
Abigail Dent var en del av Kanadas lag som tog silver i åtta med styrman vid olympiska sommarspelen 2024 i Paris.